# Старый лес
Старый лес (англ. Old Forest; в других переводах — Древлепуща, Вековечный Лес) — в легендариуме Дж. Р. Р. Толкина о Средиземье — небольшая лесистая местность, расположенная к востоку от Шира в Бакленде.

## Описание
Старый лес — это практически всё, что осталось от первобытных лесов, покрывавших большую часть Эриадора в Первую эпоху. В то время Старый лес был всего лишь северной опушкой огромного леса, своими южными границами примыкавшего к Фангорну.
На востоке Старый лес граничит с Могильниками (англ. Barrow-downs), его западной границей выступает большая изгородь, которую установили хоббиты из Бакленда после того, как вырубили часть леса, расчищая территорию для нового поселения.
Хоббиты считали, что деревья в Старом лесу были в каком-то смысле «разбужены» и вели себя враждебно по отношению к ним. Они качались, когда не было ветра, шептались в ночи и заводили путников в чащу. Когда деревья начинали расти слишком близко к изгороди, хоббиты вырубали их и выжигали. Это делало деревья ещё более враждебными к ним.
Средоточием Старого леса являлась Старая Ива (англ. Old Man Willow, варианты перевода — Старый Вяз, Старый Лох, Дядька-Ива), по-видимому, — один из хуорнов либо одеревеневших энтов.
Также на восточной окраине Старого леса, неподалёку от Могильников Тирн Гортада, находится дом Тома Бомбадила.
В книге описан момент, когда Фродо и его товарищи попали в западню, устроенную Старой ивой. Прототип ивы растет в Оксфордском Университетском парке, где Толкин часто гулял с детьми на берегу пересекающей парк реки Чаруэлл.
Один из возможных прототипов — реально существующий лес Пазлвуд.